# WALL-E (trilha sonora)
WALL•E é a trilha sonora para o filme de mesmo nome, composta por Thomas Newman e lançada em 24 de junho de 2008.

## Lista de faixas
- 1.	"Put on Your Sunday Clothes" (Michael Crawford)
- 2.	"2815 A.D."
- 3.	"WALL•E"
- 4.	"The Spaceship"
- 5.	"EVE" (Peter Gabriel, Newman)
- 6.	"Thrust"
- 7.	"Bubble Wrap"
- 8.	"La Vie en Rose" (Louis Armstrong)
- 9.	"Eye Surgery"
- 10.	"Worry Wait"
- 11.	"First Date"
- 12.	"EVE Retrieve"
- 13.	"The Axiom"
- 14.	"BNL" (Bill Bernstein, Newman)
- 15.	"Foreign Contaminant"
- 16.	"Repair Ward"
- 17.	"72 Degrees and Sunny"
- 18.	"Typing Bot"
- 19.	"Septuacentennial"
- 20.	"Gopher"
- 21.	"WALL•E's Pod Adventure"
- 22.	"Define Dancing" (Peter Gabriel, Newman)
- 23.	"No Splashing No Diving"
- 24.	"All That Love's About"
- 25.	"M-O"
- 26.	"Directive A-113"
- 27.	"Mutiny!"
- 28.	"Fixing WALL•E"
- 29.	"Rogue Robots"
- 30.	"March of the Gels"
- 31.	"Tilt"
- 32.	"The Holo-Detector"
- 33.	"Hyperjump"
- 34.	"Desperate EVE"
- 35.	"Static"
- 36.	"It Only Takes a Moment" (Michael Crawford)
- 37.	"Down to Earth" (Peter Gabriel, Newman)
- 38.	"Horizon 12.2"